# Phil Della Penna
Phillip V. „Phil“ Della Penna (* 18. Februar 1924 in Holyoke (Massachusetts); † 3. Dezember 2024 in Maplewood, New Jersey) war ein US-amerikanischer Jazz- und Unterhaltungsmusiker (Piano, Arrangement, Orchesterleitung).

## Leben und Wirken
Phil Della Penna war einer von fünf Söhnen von Frank J. Della Penna und Victoria Amelia Burgen. Als Teenager zog er nach New York City und galt bald als ein versierter Pianist, der in Hotels, Lounges, Bars und Clubs auftrat. 1947 nahm er an Jamsessions mit Herb Winfield (Posaune) und Johnny Blowers (Schlagzeug) teil. Nach Studien bei Aaron Copland und Leonard Bernstein zog er schließlich nach Hollywood, wo er als Orchestrator und Dirigent arbeitete, u. a. mit den Bandleadern Jimmy Dorsey, Sammy Kaye, Vaughn Monroe, Gordon Jenkins, Raymond Scott, Charlie Spivak und Ray Noble. Außerdem war er als Arrangeur für die Filmkomponisten Elmer Bernstein und Max Steiner bzw. die Songwriter Sammy Cahn und Sammy Fain tätig.
Nach seiner Rückkehr nach New York arbeitete Della Penna zehn Jahre lang in den Nachtclubs Peacock Alley im Waldorf Astoria New York und im Windows on the World im World Trade Center. Er war musikalischer Leiter, Dirigent und Arrangeur für Marlene Dietrich, Dorothy Lamour, Jane Morgan, Judy Garland, Jimmy Durante, Sylvia Syms, Lesley Gore und Margaret Whiting („Somewhere There’s Love“). Während dieser Jahre lebte Van Cliburn im Waldorf Astoria, der den Pianisten auf vielen seiner Privatpartys auftreten ließ und Della Penna den Spitznamen „Der Rachmaninow der Popmusik“ gab. Im Eigenverlag legte er das Album My Foolish Heart vor, als Solist mit den The Mediterraneans die Single „The Lights of Lido / Postmark: Vienna“.
Della Penna schrieb des Weiteren Arrangements für Steinway Classics und Klavierarrangements mit Dick Hyman und Oscar Peterson. Seine Arrangements (etwa von George Gershwins „’S Wonderful“ oder Harry Warrens „The More I See You“) erschienen in den Publikationen Piano Stylings of the Great Standards in der Steinway Library of Music, in Edward Shanaphys Piano Stylings of Classic Christmas Carols oder in How to Play Blues and Boogie Piano Styles von Aaron Blumenfeld.
Della Penna starb im Alter von 100 Jahren nach einem Sturz in seinem Haus in Maplewood.